# Carlos Gallegos
Carlos Gallegos (* 1966 in Buenos Aires, Argentinien) ist ein argentinischer Dichter, der in Ituzaingó lebt.
Sein literarisches Debüt feierte er im Jahr 2002 mit der Veröffentlichung seines ersten Gedichtbands Otras realidades.
Gallegos' Werke wurden durch den chilenischen Verlag Ediciones Periféricas auch in Chile bekannt. Dieser Verlag hat zur Verbreitung seiner Werke wie Animales sueltos y otros males, Dios me dio la bendición de ser ateo und Vivir de la basura beigetragen.

## Werke
- Otras realidades. 2002.
- Hospital psiquiátrico. 2010.
- Hospital Público. 2012.
- Dios me dio la bendición de ser ateo. 2013.
- Animales sueltos y otros males. 2014.
- Autorretratos. 2015.
- Vida de perros. 2018.
- Conurbano Polaroid. 2018.
- Barrio, planta alta sin revoques. 2019.
- Apagón, un informe de situación
- Vivir de la basura
- Crónicas del desamparo